# Orfeu Gilberto D'Agostini
Orfeu Gilberto D'Agostini (, 1922 — São Paulo 14 de abril de 1995) foi um enxadrista brasileiro, tendo sido o detentor do título de Mestre Nacional, conferido pela Confederação Brasileira de Xadrez em 22 de fevereiro de 1963.

## Biografia
É autor de um bestseller da literatura enxadrística brasileira, o Xadrez Básico, lançado em novembro de 1954, e atuou muitos anos como jornalista enxadrístico.
Foi um dos médicos oficiais contratados por A Gazeta para o acompanhamento físico de Miguel Najdorf, quando este bateu o recorde oficial de simultâneas às cegas. Foram 45 tabuleiros, em 24 de janeiro de 1947, na Galeria Prestes Maia, em São Paulo.
Manteve uma coluna especializada em xadrez no Diário de São Paulo por mais de 30 anos. Era sócio do Clube de Xadrez São Paulo, onde quase sempre era encontrado jogando xadrez.